# Contea di Russell (Virginia)
La contea di Russell ( in inglese Russell County ) è una contea dello Stato della Virginia, negli Stati Uniti. La popolazione al censimento del 2000 era di 23 403 abitanti. Il capoluogo di contea è Gate City.